# بازی‌های آسیایی ۲۰۰۲
بازی‌های آسیایی ۲۰۰۲ (به کره‌ای: ۲۰۰۲년 아시아 경기대회)، که با عنوان بازی‌های آسیایی XIV
(به کره‌ای: 제۱۴회 아시아 경기대회) هم شناخته می‌شود، یک رویداد بین‌المللی چند ورزشی می‌باشد که از ۲۹ سپتامبر تا ۱۴ اکتبر ۲۰۰۲ در بوسان، کره‌جنوبی برگزار شد و ۲ روز پیش از مراسم افتتاحیه این بازی‌ها، رقابت‌های رشتهٔ ورزشی فوتبال آغاز شد. بوسان پس از سئول که در سال ۱۹۸۶ میزبان بازی‌ها بود، دومین شهر کره‌جنوبی است که میزبانی این رویداد را برعهده داشته‌است. این دومین باری بود که کشور کره‌جنوبی میزبان بازی‌های آسیایی بود. در مجموع ۷٬۷۱۱ ورزشکار از ۴۴ کشور آسیا در ۴۱۹ رویداد که در ۳۸ رشتهٔ ورزشی انجام شد، به رقابت پرداختند. این بازی‌ها همچنین توسط چهار شهر همجوار بوسان برگزار شد: شهرهای اولسان، چانگ‌وون، ماسان و سانگ‌سان.
این دوره از بازی‌های آسیایی توسط رئیس‌جمهور کره‌جنوبی، کیم دای جونگ، در ورزشگاه اصلی آسیاد بوسان افتتاح شد.
در جدول پایانی مدال‌ها، چین در صدر قرار گرفت و پس از این تیم، کشور میزبان، کره‌جنوبی و ژاپن در رده‌های دوم و سوم جای گرفتند. کره‌جنوبی با کسب ۹۶ نشان طلا رکورد تازه‌ای را به نام خود ثبت کرد. در طول برگزاری این دوره از بازی‌های آسیایی، ۲۲ رکورد جهانی و ۴۳ رکورد آسیا توسط ورزشکاران شکسته شد. همچنین کسوکه کیتاجیما، شناگر ژاپنی، به عنوان باارزش‌ترین ورزشکار (MVP) بازی‌ها اعلام شد.

## انتخاب میزبان
در چهاردهمین مجمع شورای المپیک آسیا (OCA) که در ۲۳ مه ۱۹۹۵ در سئول، کره‌جنوبی برگزار شد، بوسان در رقابت با کائوهسیونگ برای میزبانی بازی‌های آسیایی ۲۰۰۲ انتخاب شد. پس از ناراحتی شدید از این اتفاق، چین تایپه ابراز ناامیدی و تأسف خود را ابراز کرد و ادعا کرد انتخاب بوسان به دلیل فشارهای چین بوده‌است که این ادعا از طرف مقام‌های OCA رد شد.

## فرایند توسعه و آماده‌سازی

### هزینه‌ها
در مجموع، برای برگزاری این بازی‌ها ۲٬۹ میلیارد دلار هزینه شد.

### حوزهٔ بازاریابی و محصولات

#### نشان رسمی بازی‌ها
نشان رسمی بازی‌های آسیایی ۲۰۰۲ نقش و نگاری از امواج دریای شرق را به صورت تائگوک نشان می‌دهد که نمادی از کره‌جنوبی و بوسان است. در این نشان دو قدرت پویا دیده می‌شوند که کاملاً در هم تنیده و با هم یگانه شده‌اند و این نمادی از توسعه و اتحاد مردم آسیا است. شکل این امواج به صورت حرف لاتین B طراحی شده که حرف اول کلمهٔ بوسان (Busan) می‌باشد.

عروسک رسمی بازی‌های آسیایی ۲۰۰۲ با نام "Duria"

#### عروسک رسمی بازی‌ها
عروسک رسمی بازی‌های آسیایی ۲۰۰۲ یک پرنده به نام گول است و این پرنده در شهر بوسان، «داریا» نام دارد که نام‌اش ترکیبی از دو واژهٔ دوراتیو (Durative) و آسیا (Asia) می‌باشد و به معنای «تو و من با هم» یا آسیای جاوید در زبان کره‌ای می‌باشد که آرمان بازی‌ها را بیان می‌دارد: گسترش یگانگی، دوستی و آبادانی و بهروزی میان کشورهای آسیایی. قلم و جوهر سیاه پررنگ و خط بیان آن، نمادی از فرهنگ سنتی کره می‌باشد، در حالی که سایه رنگ سفید آن، تصویر روح قدرتمند و امیدهای بزرگ آسیا در قرن بیست و یکم را نشان می‌دهد.

#### مدال بازی‌ها
بر روی مدال این دوره از بازی‌های آسیایی، ساختمان‌های هشت ضلعی سنتی کره‌جنوبی، پالگاگ‌یئونگ، دیده می‌شود، در بالای مدال طرحی از نشان قدیمی شورای المپیک آسیا به چشم می‌خورد و در طرف دیگر مشعل بازی‌های آسیایی به چشم می‌خورد و در سمت دیگر آن هم مناظر اویوکدو در بوسان دیده می‌شود. طرح این مدال نشان دهندهٔ انسجام اعضای شورای المپیک آسیا و ابدی بودن آن، بوسان به عنوان میزبان بازی‌ها و جوانمردی و اتحاد و دوستی ورزشکاران می‌باشد.

#### موسیقی
در رابطه با این بازی‌ها هشت آهنگ به عنوان موسیقی رسمی برای بازی‌ها منتشر شد:
- "رؤیای آسیا" – لی مون-سی
- "مرز! صداهایی از شرق" – یانگ بانگ-این و فوره
- "ما هستیم…" – بِیبی باکس
- "موضوعی از دوریا" – هونگ جونگ-میونگ، شین هیو-بوم
- "هیاهو" – ارکستر شهر بوسان
- "به بوسان کره خوش آمدید" – کیم هیو-سو
- "بیا بریم!!" – گانگ هیون-سو
- "عشق به همهٔ ما" – CAN

### حمل مشعل
مراسم حمل مشعل در ساعت ۱۱ صبح ۵ سپتامبر ۲۰۰۲، زمانی که دو شعله به‌طور همزمان در هالاسان در کره‌جنوبی و کوهستان پکتو، مرتفع‌ترین کوه شبه‌جزیره کره در کره‌شمالی روشن شدند، آغاز شد.
به صورت همزمان، ۴۲ مشعل، در دیگر کشورهای شرکت‌کننده در این دوره از بازی‌ها، همراه با این دو مشعل روشن شدند. این دو مشعل کره‌ای در عمارت ایمجینگاک در نزدیکی دهکدهٔ آتش‌بس به نام پانمونجوم به هم پیوستند و یک مشعل شدند و شعلهٔ اتحاد را تشکیل دادند. این مشعل در روز ۷ سپتامبر ۲۰۰۲ شعله گرفت.
پس از آن، مراسم حمل مشعل در سراسر کشور در مسافتی به طول ۴٬۲۹۴ کیلومتر و در مدت ۲۳ روز به طول انجامید.
این مشعل از ۹۰۴ ناحیه در ۱۶ شهر کشور عبور کرد.
در روز ۲۹ سپتامبر و در مراسم افتتاحیه، شعلهٔ اتحاد به ۴۲ مشعل دیگر کشورهای شرکت کننده پیوست و به مشعل بازی‌های آسیایی تبدیل شد.
این مشعل بر اساس طرحی از یک ابزار موسیقی سنتی کره‌ای به نام «تائپیوسونگ» طراحی و ساخته شده بود.

## مراسم افتتاحیه
مراسم افتتاحیه با موضوع «یک دیدار زیبا» در ۲۹ سپتامبر ۲۰۰۲ در ورزشگاه اصلی بوسان برگزار شد. کشورهای شرکت‌کننده در این رویداد با ترتیب الفبای کره‌ای به ترتیب وارد ورزشگاه شدند. کاروان نپال نخستین کاروانی بود که وارد ورزشگاه شد. کره‌شمالی و کره‌جنوبی برای اولین بار در تاریخ بازی‌های آسیایی و دومین بار پس از المپیک تابستانی ۲۰۰۰ زیر یک پرچم مشترک وارد ورزشگاه شدند. کیم دای جونگ، رئیس‌جمهور کره‌جنوبی، بازی‌ها را افتتاح کرد. دو ورزش‌کار کره‌ای - مون دای سونگ (تکواندو) و ریو جی (تنیس روی میز) به نمایندگی از تمام ورزش‌کاران شرکت‌کننده سوگند یاد کردند، در حالی که ها هیونگ-جو، جودوکار زن کره‌جنوبی و کیه سون-هوی، جودوکار زن کره‌شمالی، با هم مشعل بازی‌ها را روشن کردند. علاوه بر این، در این مراسم، یک نمایش ۴۰ دقیقه‌ای و در شش بخش در رابطه با ازدواج بین پادشاه کیم سورو و هور هوانگوک بوسان از گایا همراه با سروده‌ای از خوانندهٔ سوپرانو، سومی جو اجرا شد.

## کشورهای شرکت‌کننده
در این دوره تمام ۴۴ کشور عضو شورای المپیک آسیا با ۷٬۷۱۱ ورزشکار شرکت کردند. تیمور شرقی برای نخستین بار پس از استقلال این کشور در بازی‌ها شرکت کرد. افغانستان هم برای اولین بار پس از به قدرت رسیدن طالبان در این کشور، در بازی‌ها حاضر شد. در زیر اسامی کمیته‌های ملی المپیک حاضر در این بازی‌ها را مشاهده می‌کنید. تعداد ورزشکاران شرکت کنندهٔ هر کشور در داخل پرانتز آمده‌است.
| کمیته‌های ملی المپیک شرکت‌کننده در بازی‌های آسیایی ۲۰۰۲ |
| --- |
| - افغانستان (۲۵) - بحرین (۹۱) - بنگلادش (۶۴) - بوتان (۱۹) - برونئی (۲۷) - کامبوج (۱۷) - چین (۶۸۹) - چین تایپه (۳۵۹) - تیمور شرقی (۱۵) - هنگ کنگ (۲۱۸) - هند (۳۵۶) - اندونزی (۱۰۲) - ایران (۱۵۱) - ژاپن (۶۵۹) - اردن (۲۳) - قزاقستان (۲۸۴) - کویت (۱۶۳) - قرقیزستان (۲) - لائوس (۳) - لبنان (۷۳) - ماکائو (۷۸) - مالزی (۲۱۲) - مالدیو (۲۳) - مغولستان (۱۸۱) - میانمار (۶۳) - نپال (۵۰) - کره شمالی (۱۸۴) - عمان (۴۲) - پاکستان (۱۴۱) - فلسطین (۳۹) - فیلیپین (۲۲۰) - قطر (۲۲۸) - عربستان سعودی (۶۹) - سنگاپور (۹۶) - کره جنوبی (۷۷۰) (میزبان) - سری‌لانکا (۸۴) - سوریه (۲۱) - تاجیکستان (۴۳) - تایلند (۲۶۷) - ترکمنستان (۴۷) - امارات متحده عربی (۹۱) - ازبکستان (۱۸۲) - ویتنام (۱۲۱) - یمن (۴۲) |

## ورزش‌ها
در مجموع ۴۱۹ رویداد در ۳۸ رشتهٔ ورزشی در ۱۶ روز برگزاری بازی‌ها به انجام رسید. مسابقات فوتبال و بسکتبال به ترتیب دو و یک روز پیش از مراسم افتتاحیه شروع شدند. بدن‌سازی هم نخستین بار در بازی‌های آسیایی حضور پیدا کرد.
| - تیراندازی با کمان - دو و میدانی - بدمینتون - بیسبال - بسکتبال - والیبال ساحلی - بدن‌سازی - بولینگ - بوکس - کانوئینگ - بیلیارد | - دوچرخه‌سواری - شیرجه - سوارکاری - شمشیربازی - هاکی روی چمن - فوتبال - گلف - ژیمناستیک - هندبال - جودو - کبدی | - کاراته - پنج‌گانه مدرن - روئینگ - راگبی - قایقرانی بادبانی - سپک تاکرا - تیراندازی - سافت‌بال - سافت تنیس - اسکواش | - شنا - شنای موزون - تنیس روی میز - تکواندو - تنیس - والیبال - واترپلو - وزنه‌برداری - کشتی - ووشو |

## تقویم
| اف | مراسم افتتاحیه | ● | رویدادهای مقدماتی | ۱ | رویدادهای نشان طلا | اخ | مراسم اختتامیه |

| سپتامبر / اکتبر      | سپتامبر / اکتبر      | بیست‌وهفتم آدینه | بیست‌وهشتم شنبه | بیست‌ونهم یک | سی‌ام دو | یکم سه | دوم چهار | سوم پنج | چهارم آدینه | پنجم شنبه | ششم یک | هفتم دو | هشتم سه | نهم چهار | دهم پنج | یازدهم آدینه | دوازدهم شنبه | سیزدهم یک | چهاردهم دو | رویدادها |
| -------------------- | -------------------- | --------------- | -------------- | ----------- | ------- | ------ | -------- | ------- | ----------- | --------- | ------ | ------- | ------- | -------- | ------- | ------------ | ------------ | --------- | ---------- | -------- |
| مراسم‌ها              | مراسم‌ها              |                 |                | اف          |         |        |          |         |             |           |        |         |         |          |         |              |              |           | اخ         |          |
| ورزش‌های آبی          | شنا موزون            |                 |                |             | ●       | ۱      | ۱        |         |             |           |        |         |         |          |         |              |              |           |            | ۴۳       |
| ورزش‌های آبی          | شیرجه                |                 |                |             |         |        |          |         |             |           |        |         | ۲       | ۲        | ۱       | ۱            | ۱            | ۱         |            | ۴۳       |
| ورزش‌های آبی          | شنا                  |                 |                |             | ۵       | ۵      | ۶        | ۶       | ۵           | ۵         |        |         |         |          |         |              |              |           |            | ۴۳       |
| ورزش‌های آبی          | واترپلو              |                 |                |             | ●       | ●      | ●        |         | ●           |           | ۱      |         |         |          |         |              |              |           |            | ۴۳       |
| تیراندازی با کمان    | تیراندازی با کمان    |                 |                |             |         |        |          |         |             |           | ●      | ●       | ۱       | ۱        | ۲       |              |              |           |            | ۴        |
| دو و میدانی          | دو و میدانی          |                 |                |             |         |        |          |         |             |           |        | ۵       | ۱۰      | ۷        | ۹       |              | ۵            | ۸         | ۱          | ۴۵       |
| بدمینتون             | بدمینتون             |                 |                |             |         |        |          |         |             |           | ●      | ●       | ۱       | ۱        | ●       | ●            | ●            | ۲         | ۳          | ۷        |
| بیسبال               | بیسبال               |                 |                |             |         |        | ●        | ●       | ●           | ●         | ●      | ●       | ●       | ۱        |         |              |              |           |            | ۱        |
| بسکتبال              | بسکتبال              |                 | ●              | ●           | ●       |        | ●        | ●       | ●           | ●         | ●      | ●       | ●       | ●        | ●       |              | ●            | ●         | ۲          | ۲        |
| بدن‌سازی              | بدن‌سازی              |                 |                |             |         |        |          | ●       | ●           | ۴         | ۴      |         |         |          |         |              |              |           |            | ۸        |
| بولینگ               | بولینگ               |                 |                |             |         |        |          | ۲       | ۲           | ●         | ۲      | ۲       | ●       | ۲        |         |              |              |           |            | ۱۰       |
| بوکس                 | بوکس                 |                 |                |             |         |        | ●        | ●       | ●           | ●         | ●      | ●       | ●       | ●        |         | ●            | ●            | ۱۲        |            | ۱۲       |
| کانوئینگ             | کانوئینگ             |                 |                |             |         |        |          |         |             |           |        |         |         |          | ۵       | ●            | ۸            |           |            | ۱۳       |
| بیلیارد              | بیلیارد              |                 |                |             |         | ۱      | ●        | ۲       | ۱           | ۲         | ۱      | ۲       | ۱       |          |         |              |              |           |            | ۱۰       |
| دوچرخه‌سواری          | دوچرخه‌سواری کوهستان  |                 |                |             |         |        |          |         |             |           |        |         |         |          | ۲       |              | ۱            | ۱         |            | ۲۰       |
| دوچرخه‌سواری          | دوچرخه‌سواری جاده     |                 |                |             | ۲       |        | ۱        | ۱       |             |           |        |         |         |          |         |              |              |           |            | ۲۰       |
| دوچرخه‌سواری          | دوچرخه‌سواری پیست     |                 |                |             |         |        |          |         | ۲           | ۳         |        | ۳       | ۴       |          |         |              |              |           |            | ۲۰       |
| سوارکاری             | سوارکاری             |                 |                |             |         |        | ●        | ●       | ۲           |           |        |         | ۱       |          | ۱       | ●            | ۱            |           | ۱          | ۶        |
| شمشیربازی            | شمشیربازی            |                 |                | ۲           | ۲       | ۲      | ۲        | ۲       | ۲           |           |        |         |         |          |         |              |              |           |            | ۱۲       |
| هاکی روی چمن         | هاکی روی چمن         |                 |                |             | ●       |        | ●        |         | ●           | ●         | ●      | ●       |         | ●        | ●       | ۱            | ۱            |           |            | ۲        |
| فوتبال               | فوتبال               | ●               | ●              |             | ●       | ●      | ●        | ●       | ●           | ●         |        | ●       | ●       | ●        | ●       | ۱            |              | ۱         |            | ۲        |
| گلف                  | گلف                  |                 |                |             |         |        |          | ●       | ●           | ●         | ۴      |         |         |          |         |              |              |           |            | ۴        |
| ژیمناستیک            | هنری                 |                 |                |             |         | ۱      | ۱        | ۲       | ۵           | ۵         |        |         |         |          |         |              |              |           |            | ۱۶       |
| ژیمناستیک            | ریتمیک               |                 |                |             |         |        |          |         |             |           |        |         | ۱       | ۱        |         |              |              |           |            | ۱۶       |
| هندبال               | هندبال               |                 |                |             | ●       | ●      | ●        | ●       | ●           | ●         | ●      | ●       | ●       | ●        |         | ●            | ۱            | ۱         |            | ۲        |
| جودو                 | جودو                 |                 |                |             | ۴       | ۴      | ۴        | ۴       |             |           |        |         |         |          |         |              |              |           |            | ۱۶       |
| کبدی                 | کبدی                 |                 |                |             |         |        |          |         | ●           | ●         | ●      | ۱       |         |          |         |              |              |           |            | ۱        |
| کاراته               | کاراته               |                 |                |             |         |        |          |         |             |           |        |         |         |          |         | ۷            | ۴            |           |            | ۱۱       |
| پنج‌گانه مدرن         | پنج‌گانه مدرن         |                 |                |             |         |        |          |         |             |           |        |         |         |          | ۲       | ۲            | ۱            | ۱         |            | ۶        |
| روئینگ               | روئینگ               |                 |                |             | ●       | ●      | ۶        | ۷       |             |           |        |         |         |          |         |              |              |           |            | ۱۳       |
| راگبی ۱۵ نفره        | راگبی ۱۵ نفره        |                 |                |             | ●       | ۱      |          |         |             | ●         |        |         |         | ●        |         |              |              | ۱         |            | ۲        |
| قایقرانی بادبانی     | قایقرانی بادبانی     |                 |                |             |         |        |          | ●       | ●           | ●         |        | ●       | ●       | ۱۵       |         |              |              |           |            | ۱۵       |
| سپک تاکرا            | سپک تاکرا            |                 |                |             | ●       | ۲      | ●        | ●       | ●           | ●         | ۲      | ●       | ●       | ۲        |         |              |              |           |            | ۶        |
| تیراندازی            | تیراندازی            |                 |                |             |         |        | ۸        | ۶       | ۶           | ۶         | ۶      | ۶       | ۴       |          |         |              |              |           |            | ۴۲       |
| سافت تنیس            | سافت تنیس            |                 |                |             |         | ●      | ●        | ۲       | ●           | ●         |        | ۵       |         |          |         |              |              |           |            | ۷        |
| سافت‌بال              | سافت‌بال              |                 |                |             | ●       | ●      | ●        | ●       | ●           | ●         | ۱      |         |         |          |         |              |              |           |            | ۱        |
| اسکواش               | اسکواش               |                 |                |             | ●       | ●      | ●        | ●       | ۲           |           |        |         |         |          |         |              |              |           |            | ۲        |
| تنیس روی میز         | تنیس روی میز         |                 |                |             |         | ●      | ●        | ●       | ۱           | ۱         | ۱      | ●       | ۲       | ۲        |         |              |              |           |            | ۷        |
| تکواندو              | تکواندو              |                 |                |             |         |        |          |         |             |           |        |         |         |          | ۴       | ۴            | ۴            | ۴         |            | ۱۶       |
| تنیس                 | تنیس                 |                 |                |             |         |        | ●        | ●       | ●           | ۱         |        | ۱       | ●       | ●        | ●       | ۳            | ۲            |           |            | ۷        |
| والیبال              | والیبال ساحلی        |                 |                | ●           | ●       | ●      | ●        | ●       | ۲           |           |        |         |         |          |         |              |              |           |            | ۴        |
| والیبال              | والیبال سالنی        |                 |                |             |         |        | ●        | ●       | ●           | ●         | ●      | ●       | ●       |          | ●       | ●            | ۱            | ۱         |            | ۴        |
| وزنه‌برداری           | وزنه‌برداری           |                 |                |             | ۱       | ۲      | ۲        | ۲       | ۱           |           | ۱      | ۲       | ۲       | ۱        | ۱       |              |              |           |            | ۱۵       |
| کشتی                 | کشتی                 |                 |                |             |         |        | ●        | ۵       | ۴           |           | ●      | ۵       | ۴       |          |         |              |              |           |            | ۱۸       |
| ووشو                 | ووشو                 |                 |                |             |         |        |          |         |             |           |        |         |         |          | ●       | ●            | ۲            | ۹         |            | ۱۱       |
| مدال روزانهٔ رویدادها | مدال روزانهٔ رویدادها |                 |                | ۲           | ۱۴      | ۱۹     | ۳۱       | ۴۱      | ۳۵          | ۲۷        | ۲۳     | ۳۲      | ۳۳      | ۳۵       | ۲۷      | ۱۹           | ۳۲           | ۴۲        | ۷          | ۴۱۹      |
| مجموع کلی            | مجموع کلی            |                 |                | ۲           | ۱۶      | ۳۵     | ۶۶       | ۱۰۷     | ۱۴۲         | ۱۶۹       | ۱۹۲    | ۲۲۴     | ۲۵۷     | ۲۹۲      | ۳۱۹     | ۳۳۸          | ۳۷۰          | ۴۱۲       | ۴۱۹        | ۴۱۹      |
| سپتامبر / اکتبر      | سپتامبر / اکتبر      | بیست‌وهفتم آدینه | بیست‌وهشتم شنبه | بیست‌ونهم یک | سی‌ام دو | یکم سه | دوم چهار | سوم پنج | چهارم آدینه | پنجم شنبه | ششم یک | هفتم دو | هشتم سه | نهم چهار | دهم پنج | یازدهم آدینه | دوازدهم شنبه | سیزدهم یک | چهاردهم دو | رویدادها |

## مراسم اختتامیه
مراسم اختتامیه با موضوع «بازگشت به خانه» در ۱۴ اکتبر ۲۰۰۲ در ورزشگاه اصلی آسیاد بوسان برگزار شد. شناگر ژاپنی، کسوکه کیتاجیما به عنوان باارزش‌ترین ورزشکار (MVP) بازی‌ها معرفی شد. سمیح مودال، نایب رئیس شورای المپیک آسیا (OCA)، به نمایندگی از شیخ احمد الفهد الصباح، رئیس OCA، پایان بازی‌ها را اعلام کرد. میزبانی بازی‌های آسیایی به قطر، میزبان دورهٔ بعدی واگذار شد. برنامهٔ فرهنگی قطر نیز در مراسم اختتامیه اجرا شد.

## پخش بازی‌ها
بارتو (BARTO)، یک سرمایه‌گذار بین سیستم پخش کره (KBS)، سیستم پخش مونهوا (MBS) و سیستم پخش سئول (SBS) مجری پخش میزبان این بازی‌ها بود که ۲۸ ورزش از ۳۸ ورزش حاضر را در طول برگزاری این رویداد پوشش داد. مرکز پخش بین‌المللی این بازی‌ها در ساختمان مرکزی همایش‌ها و نمایشگاه‌های بوسان (BEXCO) ایجاد شد.

## جدول مدال‌ها
*   کشور میزبان (کره جنوبی)
| رتبه            | کشور                    | طلا | نقره | برنز | مجموع |
| --------------- | ----------------------- | --- | ---- | ---- | ----- |
| ۱               | چین (CHN)               | ۱۵۰ | ۸۴   | ۷۴   | ۳۰۸   |
| ۲               | کره جنوبی (KOR)*        | ۹۶  | ۸۰   | ۸۴   | ۲۶۰   |
| ۳               | ژاپن (JPN)              | ۴۴  | ۷۳   | ۷۲   | ۱۸۹   |
| ۴               | قزاقستان (KAZ)          | ۲۰  | ۲۶   | ۳۰   | ۷۶    |
| ۵               | ازبکستان (UZB)          | ۱۵  | ۱۲   | ۲۴   | ۵۱    |
| ۶               | تایلند (THA)            | ۱۴  | ۱۹   | ۱۰   | ۴۳    |
| ۷               | هند (IND)               | ۱۱  | ۱۲   | ۱۳   | ۳۶    |
| ۸               | چین تایپه (TPE)         | ۱۰  | ۱۷   | ۲۵   | ۵۲    |
| ۹               | کره شمالی (PRK)         | ۹   | ۱۱   | ۱۳   | ۳۳    |
| ۱۰              | ایران (IRI)             | ۸   | ۱۴   | ۱۴   | ۳۶    |
| ۱۱              | عربستان سعودی (KSA)     | ۷   | ۱    | ۱    | ۹     |
| ۱۲              | مالزی (MAS)             | ۶   | ۸    | ۱۶   | ۳۰    |
| ۱۳              | سنگاپور (SGP)           | ۵   | ۲    | ۱۰   | ۱۷    |
| ۱۴              | اندونزی (INA)           | ۴   | ۷    | ۱۲   | ۲۳    |
| ۱۵              | ویتنام (VIE)            | ۴   | ۷    | ۷    | ۱۸    |
| ۱۶              | هنگ کنگ (HKG)           | ۴   | ۶    | ۱۱   | ۲۱    |
| ۱۷              | قطر (QAT)               | ۴   | ۵    | ۸    | ۱۷    |
| ۱۸              | فیلیپین (PHI)           | ۳   | ۷    | ۱۶   | ۲۶    |
| ۱۹              | بحرین (BRN)             | ۳   | ۲    | ۲    | ۷     |
| ۲۰              | کویت (KUW)              | ۲   | ۱    | ۵    | ۸     |
| ۲۱              | سری‌لانکا (SRI)          | ۲   | ۱    | ۳    | ۶     |
| ۲۲              | پاکستان (PAK)           | ۱   | ۶    | ۶    | ۱۳    |
| ۲۳              | قرقیزستان (KGZ)         | ۱   | ۵    | ۶    | ۱۲    |
| ۲۳              | میانمار (MYA)           | ۱   | ۵    | ۶    | ۱۲    |
| ۲۵              | ترکمنستان (TKM)         | ۱   | ۲    | ۱    | ۴     |
| ۲۶              | مغولستان (MGL)          | ۱   | ۱    | ۱۲   | ۱۴    |
| ۲۷              | لبنان (LBN)             | ۱   | ۰    | ۰    | ۱     |
| ۲۸              | تاجیکستان (TJK)         | ۰   | ۲    | ۴    | ۶     |
| ۲۹              | ماکائو (MAC)            | ۰   | ۲    | ۲    | ۴     |
| ۳۰              | امارات متحده عربی (UAE) | ۰   | ۲    | ۱    | ۳     |
| ۳۱              | بنگلادش (BAN)           | ۰   | ۱    | ۰    | ۱     |
| ۳۲              | سوریه (SYR)             | ۰   | ۰    | ۳    | ۳     |
| ۳۲              | نپال (NEP)              | ۰   | ۰    | ۳    | ۳     |
| ۳۴              | اردن (JOR)              | ۰   | ۰    | ۲    | ۲     |
| ۳۴              | لائوس (LAO)             | ۰   | ۰    | ۲    | ۲     |
| ۳۶              | افغانستان (AFG)         | ۰   | ۰    | ۱    | ۱     |
| ۳۶              | برونئی (BRU)            | ۰   | ۰    | ۱    | ۱     |
| ۳۶              | فلسطین (PLE)            | ۰   | ۰    | ۱    | ۱     |
| ۳۶              | یمن (YEM)               | ۰   | ۰    | ۱    | ۱     |
| مجموع (۳۹ کشور) | مجموع (۳۹ کشور)         | ۴۲۷ | ۴۲۱  | ۵۰۲  | ۱۳۵۰  |